# Сюрюн-оол, Салим Сазыгович
Салим Сазыгович Сюрюн-оол (15 апреля 1924 — 10 апреля 1995) — тувинский поэт, прозаик, переводчик. Заслуженный писатель Тувинской АССР, Народный писатель Тувинской АССР (1984).

## Биография
Салим Сюрюн-оол родился 15 апреля 1924 года в местечке Ак (ныне Барун-Хемчикский кожуун Тувы) Тувинской Народной Республики. Образование получил в совпартшколе (1946) и в Кызылском педагогическом институте (1954). Работал учителем, инструктором райкома Коммунистической партии, возглавлял Тувинское книжное издательство, был ответственным секретарём правления Союза писателей Тувинской АССР (1968—1984), редактором радиокомитета, журналистом, занимал должность научного сотрудника Тувинского НИИ языка и литературы (1984—1990).

## Творчество
Литературную деятельность Сюрюн-оол начал в 1946 году. Его перу принадлежат сборники поэзии «Первая книга» (Баштайгы ном), «Мой аал» (Мээң аалым), «Синие горы» (Көк-көк даглар). Его проза представлена романами «Посторонняя женщина» (Өске кадай) и «Ворон, говорящий по-тувински» (Тывалаар кускун), повестями «Это — любовь», «Глушь» (Озалааш хем), «Поручение лейтенанта» (Лейтенантының даалгазы), «Клятва матери», «Чей сын?» (Кымның оглул?), «Биография человека», «Зелёный остров» (Ногаан ортулук). Сюрюн-оол — автор пьес «В саду», «Об этом позже», «Незваный гость», «Доктор, вы опоздали». Его произведения переводились на языки народов СССР и зарубежных стран. С. Сюрюн-оол — составитель хрестоматии для 7 класса «Родная литература», руководитель литературного объединения «Дамырак», из которого вышли поэты, писатели А. Ховалыг, В. Саарымбуу, М. Хайдып, Л. Иргит, Н. Куулар, А. Уержаа, В. Хомушку, А. Хертек. Также Сюрюн-оол занимался переводами на тувинский язык произведений русской (поэмы А.Пушкина «Цыгане», «Медный всадник», «Кавказский пленник», М. Лермонтова «Песня про купца Калашникова», П.Ершова «Конек-горбунок», Лу Синя "Подлинная история А-Кью), китайской и алтайской литературы. Был членом Союза писателей СССР с 1962 г.
Умер 10 апреля 1995 г. в Кызыле.

## Награды и звания
- медаль «За доблестный труд в Великой Отечественной войне 1941—1945 гг»
- медаль «Тридцать лет Победы в Великой Отечественной войне 1941—1945 гг»
- «Ветеран труда»
- Лауреат премии комсомола Тувы (1976)
- Заслуженный писатель Тувинской АССР (1984)
- Народный писатель Тувинской АССР (1984)

## Память
Именем Салима Сюрюн-оола названа центральная кожунная библиотека Барун-Хемчикского кожууна Тувы.

## Основные публикации
- «Первая книга»: стихи (1952)
- «Мой аал» : стихи (1957)
- «Синие горы»: стихи, поэма (1969)
- «Летние дни»: повесть (1963)
- «Письма Силиг-оола»: рассказы (1965)
- «Это любовь»: повесть (1965)
- «Клятва матери»: повесть (1973)
- «Посторонняя женщина»: роман (1980)
- «Ворон, говорящий по-тувински» (1994)